# Casiano Céspedes
Casiano Céspedes (1924) è stato un calciatore paraguaiano, di ruolo difensore.

## Carriera
Prese parte con la Nazionale paraguaiana ai Mondiali del 1950. Fu convocato anche per il Campionato Sudamericano nel 1947 e nel 1949